# Foiling Father's Foes

Foiling Father's Foes est un film muet américain réalisé par Colin Campbell et sorti en 1915.

## Fiche technique
- Réalisation : Colin Campbell
- Scénario : Lloyd Lonergan
- Date de sortie : États-Unis : 29 novembre 1915

## Distribution
- Colin Campbell : Job Melick
- Louise Bates : Lucinda Melick
- Marshall Welch
- Robert Whittier